# KompoZer
KompoZer es un editor de páginas web de código abierto que combina archivos web manejables y de fácil uso del editor de páginas WYSIWYG. 
Hay binarios disponibles para GNU/Linux, Windows, MacOSX y OS/2.
En marzo de 2007 fue comentado en Download.com, que lo consideró una de las mejores alternativas libres a Adobe CS3, y lo comparó favorablemente con Adobe Dreamweaver.
El próximo lanzamiento, KompoZer 0.8, ha sido actualizado a Gecko 1.8.1, y el código está siendo finalizado después de las pruebas. La primera versión pública alfa de KompoZer 0.8 fue publicada el 11 de febrero de 2009 y ofreció una nueva interfaz de usuario.
Las capacidades WYSIWYG de KompoZer son una de las principales atracciones del software. Adicionalmente, KompoZer permite la edición directa de código así como una opción de vista dividida de código gráfico.

## Conformidad con los estándares
KompoZer cumple con los estándares web de W3C. Por defecto, las páginas son creadas en acuerdo a HTML 4.01 Strict y usan las hojas de estilo en cascada (CSS) para el estilo, pero el usuario puede cambiar los ajustes y elegir entre:
- DTD estricto y transicional
- HTML 4.01 y XHTML 1.0
- estilo usando CSS o el viejo estilo basado en

La aplicación incluye un validador HTML incorporado, que sube las páginas al W3C Markup Validation Service y comprueba para saber si hay conformidad.

## Versiones
- Versiones estables
  - Versión 0.7.10, publicada el 5 de septiembre de 2007.
  - Versión 0.7.9, publicada el 14 de julio de 2007.
  - Versión 0.7.7, publicada el 23 de julio de 2006.
  - Versión 0.7.5, publicada el 14 de julio de 2006.
  - Versión 0.7.1, publicada el 8 de julio de 2006.

- Versiones inestables:
  - Versión  0.8 beta3, publicada el 2 de marzo de 2010.